# Christopher Hogwood

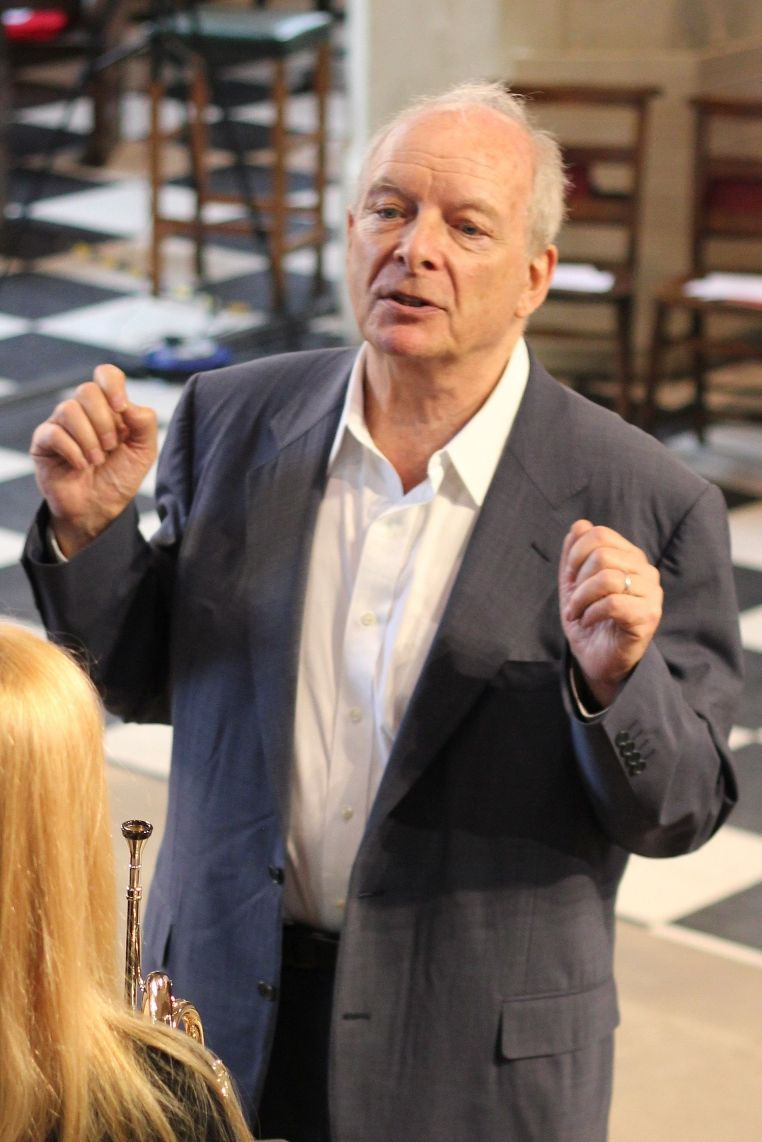
Christopher Hogwood conduzindo uma audição.

Christopher Jarvis Haley Hogwood, CBE (Nottingham, 10 de setembro de 1941 - 24 de setembro de 2014) foi um maestro, cravista, compositor e musicólogo inglês, conhecido internacionalmente por suas interpretações de obras barrocas e clássicas com técnicas e instrumentos de época, sendo um dos pioneiros e líderes deste movimento. 

## Carreira como maestro
Hogwood estudou música e literatura clássica no Pembroke College, na Universidade de Cambridge. Posteriormente estudou regência com Raymond Leppard e Thurston Dart e, mais tarde, com Rafael Puyana e Gustav Leonhardt. Uma bolsa de estudos do British Council lhe permitiu estudar em Praga, na então Tchecoslováquia, por um ano.
Em 1967, Hogwood fundou o Early Music Consort ("Consort de Música Antiga"), com David Munrow, e em 1973 fundou a Academy of Ancient Music ("Academia de Música Antiga"), ambos especializados em performances de música barroca e clássica com instrumentos de época. O Early Music Consort foi dissolvido com a morte de Munrow em 1976, porém Hogwood continuou a se apresentar e gravar com a Academy of Ancient Music.
Desde 1981 Hogwood regeu regularmente nos Estados Unidos; serviu como diretor-artístico da Handel and Haydn Society de Boston, de 1986 a 2001, e desde então ostentou o título de Maestro-Laureado. Além disso, de 1983 a 1985 Hogwood foi o diretor-artístico do Mostly Mozart Festival ("Festival 'Principalmente Mozart'"), no Barbican Centre, em Londres, e de 1988 a 1992 foi o diretor musical da Orquestra de Câmara de Saint Paul, em Minnesota.
Hogwood também regeu ópera; sua estréia no estilo foi em 1983, regendo Don Giovanni, de Mozart, em St. Louis, Missouri. Trabalhou na Ópera Estatal de Berlim, La Scala de Milão, Ópera Real de Estocolmo, Royal Opera House do Covent Garden, Chorégies d'Orange e Houston Grand Opera. Apresentou-se com a Opera Australia, executando Idomeneo, de Mozart, em 1994, e La Clemenza di Tito, do mesmo Mozart, em 1997. Em 2009 foi contratado para retornar à Royal Opera House, para reger a Orchestra of the Age of Enlightenment em Dido and Aeneas, de Purcell, e Acis and Galatea, de Händel, além de The Rake's Progress, de Igor Stravinsky, no Teatro Real de Madri, numa produção dirigida por Robert Lepage.
Em 1 de setembro de 2006, o cravista Richard Egarr sucedeu Hogwood como diretor-musical da Academy of Ancient Music; este assumiu então o cargo de diretor emérito, declarando que esperava reger "pelo menos um grande projeto" por ano com a orquestra. Regeu-a numa série de concertos de óperas de Händel que se iniciaram em 2007 com Amadigi, e que viu performances em 2008 de Flavio e terminará em 2009 com Arianna in Creta.
Embora Hogwood seja mais conhecido pelo seu repertório barroco e do clássico inicial, ele também executou música contemporânea, com uma afinidade particular pelas escolas neobarroca e neoclássica, incluindo muitas das obras de Igor Stravinsky, Bohuslav Martinů e Paul Hindemith.

## Carreira como instrumentista
Christopher Hogwood fez diversas gravações no cravo, de obras de Louis Couperin, Johann Sebastian Bach, Thomas Arne, William Byrd (My Lady Nevells Booke), e engajou-se para promover o uso do clavicórdio numa série de gravações intitulada Secret Bach/Handel/Mozart, que pretende colocar no contexto histórico correto o instrumento doméstico mais comum da época em que viveram estes compositores. Hogwood têm uma importante coleção de instrumentos de teclados de época.

## Carreira acadêmica
Seu trabalho como editor inclui obras de compositores tão diversos quanto John Dowland e Felix Mendelssohn; liderou o projeto da nova edição de Carl Philipp Emanuel Bach: The Complete Works, com as obras completas de Carl Philipp Emanuel Bach, um dos filhos de Bach; entre as edições que completou estão a Ode ao dia de Santa Cecília de 1692, de Purcell, e as Variações Enigma, de Edward Elgar.
Desde 1992 Hogwood foi professor internacional de Performance Musical Antiga na Academia Real de Música do Reino Unido. Foi Professor Honorário de Música na Universidade de Cambridge, e Professor Visitante no King's College, de Londres. Deteve fellowships no Jesus College (Cambridge) e no Pembroke College (Cambridge), da mesma Universidade de Cambridge, que decidiu honrá-lo, em fevereiro de 2008, com um doutorado honorário, concedido em junho do mesmo ano. Além disso, Hogwood foi um membro do Senior Common Room da Lowell House, na Universidade Harvard. Em 1989 foi nomeado Comandante da Ordem do Império Britânico. Recebeu numerosos prêmios e distinções de prestígio, como o Halle Handel Prize, a Walter Willson Cobbett Medal, o Scotland on Sunday Music Prize do Edinburgh International Festival, o Distinguished Musician Award da Incorporated Society of Musicians e outros.

### Obras
- Hogwood, Christopher (2005). Handel: Water Music and Music for the Royal Fireworks (Cambridge Music Handbooks). [S.l.]: Cambridge University Press. ISBN 978-0521544863
- Hogwood, Christopher (1988). Handel. [S.l.]: Thames & Hudson Ltd. ISBN 978-0500274989
- Hogwood, Christopher (1979). The Trio Sonata (Music Guides). [S.l.]: BBC Books. ISBN 978-0563170952
- Hogwood, Christopher (1980). Music at Court. [S.l.]: Gollancz. ISBN 978-0575028777

## Legado
Hogwood tornou-se reputado internacionalmente pelo apuro técnico e pela novidade conceitual de suas interpretações, inseridas no movimento de resgate das tradições históricas de performance musical, movimento do qual ele foi um dos fundadores e um dos mais reconhecidos e influentes líderes. Através do seu trabalho, obras de Vivaldi, Corelli, Haydn e Mozart, que eram conhecidas apenas em arranjos e adaptações românticas e executadas por orquestras de tradição romântica, foram ouvidas depois de mais de dois séculos com sonoridades que se aproximam das daquela época, e incorporando técnicas de execução que haviam sido esquecidas há muito tempo. Sua morte foi lamentada internacionalmente.
Segundo o maestro Osvaldo Colarusso, Hogwood destacou-se sobretudo no movimento de ressurreição de Händel, onde deixou várias gravações que se tornaram referenciais, como a dos Concerti Grossi opus 3, do oratório Messiah, da Música Aquática e dos Concertos a Dois Coros. Sua gravação do Messiah foi considerada pela BBC Music Magazine uma das 50 mais importantes gravações de todos os tempos. Outro marco é sua gravação da série completa de sinfonias de Mozart, a primeira em instrumentos de época, além de ter feito muitas outras primeiras gravações de obras antigas. Para Nicholas Kenyon, diretor do Barbican Centre e da Rádio BBC 3, "Christopher Hogwood foi um dos verdadeiros pioneiros da interpretação historicamente informada. Não é um exagero dizer que ele mudou nosso gosto musical, e mudou a sonoridade da música barroca e clássica, para sempre. [...] Ele era um comunicador fenomenal, encantador, incrivelmente erudito, dedicado, e patrono de um amplo leque de músicos. Em um período que já viu desaparecer dois outros grandes pioneiros, Gustav Leonhardt e Frans Brüggen, parece que toda uma era se acaba".